# VAT 69

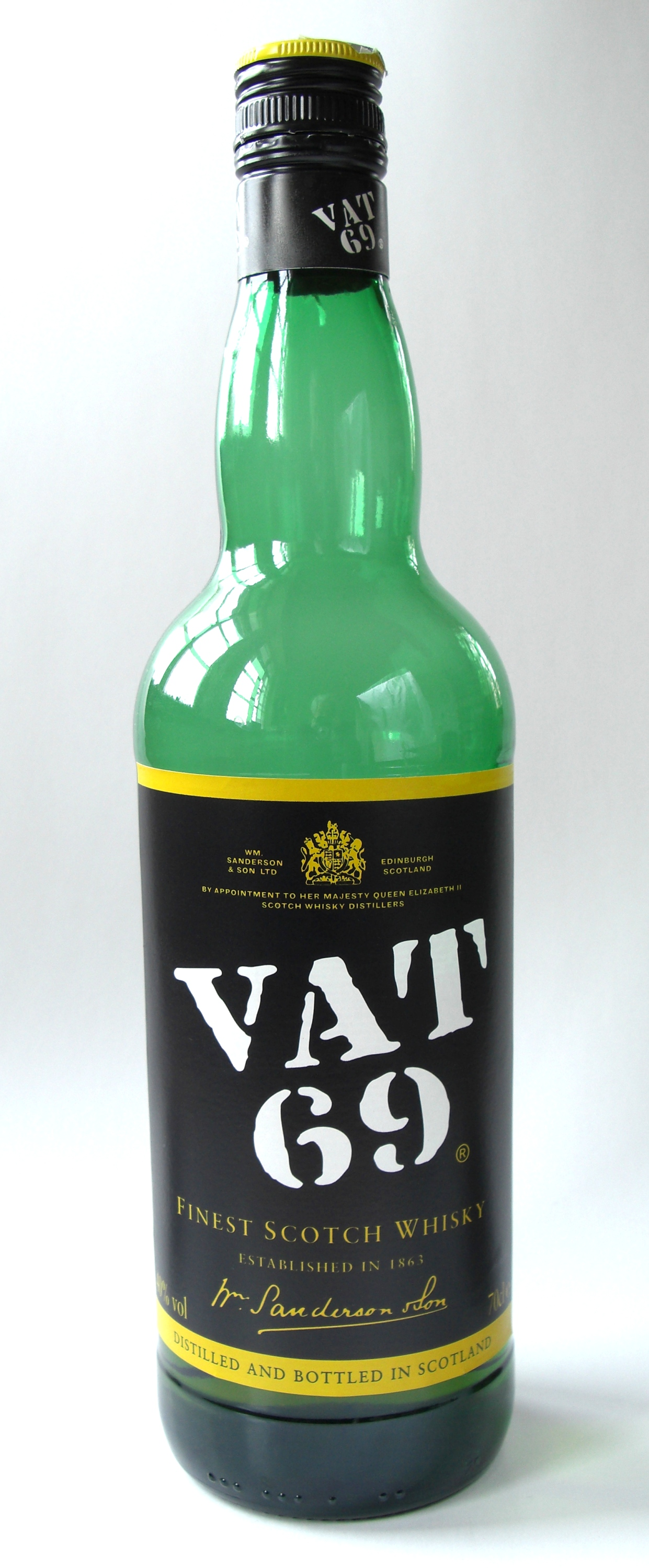
VAT69

VAT 69是由調酒師William Sanderson生产的苏格兰威士忌，创作于1882年。当时总共制作了100桶作品，请专家品鉴，其中第69桶被认为是最好的，VAT 69以此得名。VAT 69是第一支玻璃瓶装出售的威士忌，酒精含量40%。

## 历史
威廉桑德森于1839年出生于苏格兰的利斯，13岁时跟随一葡萄酒生产商做学徒。 1863年时他有了自己的事业，开始生产利口酒和威士忌。 1880年，他的儿子威廉马克加入父业。 他说服了他的父亲用瓶装威士忌。 桑德森有在生产瓶装的利口酒，但他不喜欢瓶装威士忌的理念。 马克终于成功地说服了他。
自此，VAT69开始行销市场，其经典的造型百年间从未改变。

## 产品
德国市场产品：
- VAT 69 Finest Scotch Whisky.
- VAT 69 Reserve de Luxe Scotch Whisky.
- Glenesk Single Malt Highland Scotch 12 Years Old.
- The Antiquary de Luxe Old Scotch Whisky 12 Years Old.

澳洲市场产品：
- 700 mL Vat 69 Fine Scotch Whisky.

## 流行文化
- Vat69 是HBO迷你电视剧《兄弟连》中刘易斯尼克松的最爱。
- 西蒙·波娃的小说《女宾》中格柏告诉弗朗索瓦“等我有了钱，并有了自己的房子，我会一直在橱柜里摆上一瓶Vat 69。”
- 托马斯·品钦所著的史诗小说《万有引力之虹》中Osbie Feel经常用奶瓶装Vat 69。
- 电影《卢旺达饭店》中Don Cheadle的角色给了非洲将军1瓶Vat 69。
- VAT 69在好莱坞漫画Dan Turner中多次出现。
- Vat 69出现在英国喜剧《Fawlty Towers》。
- 宝莱坞电影Naseeb中也多次出现Vat 69。
- 小说《闪灵》中写道Jack Torrance由于喝VAT 69宿醉后的头痛。